# Autonomia di Lokot
Autonomia di Lokot o Repubblica di Lokot (in russo: Локотскoe самоуправление), fu uno Stato formato in Russia nella zona di occupazione tedesca non compresa nei Reichskommissariat Ukraine e Reichskommissariat Ostland, in quella che nel caso di un'ulteriore avanzata tedesca avrebbe dovuto formare il Reichskommissariat Moskowien.
La denominazione derivava dal centro amministrativo regionale - la piccola cittadina di Lokot' situata nell'area degli attuali oblast' di Orël e oblast' di Brjansk. Lo stato guidato da Bronislav Kaminski, dal giugno 1942 all´agosto 1943, fu creato su pressione dei russi anticomunisti che avrebbero voluto fornire un sostegno all'operazione Barbarossa d'invasione dell'Unione Sovietica, e infatti ebbe un'amministrazione civile totalmente russa. L'autonomia ebbe l'appoggio del comandante del gruppo d'armate Sud e del generale del gruppo d'armate Centro Günther von Kluge.

## Storia
Nell'ottobre 1941, l'avanzata militare della Germania nazista nell'Unione Sovietica aveva raggiunto Lokot', area vicino alla città di Brjansk (occupata dai tedeschi il 6 ottobre 1941). Nel novembre del 1941 un ingegnere di una locale distilleria, Bronislav Kaminskij, ed un insegnante di una scuola tecnica locale, Konstantin Voskoboinik, avvicinarono l'amministrazione militare tedesca con la proposta di assisterli nella creazione di una amministrazione civile e di polizia locale.
Voskoboinik venne designato dai tedeschi come starosta del "Lokot' volost", Kaminskij come suo vice. Altri rappresentanti nominati furono Stepan Mosin e Roman Ivanin (il capo della milizia locale), entrambi ex detenuti.
Inizialmente, la milizia guidata da Voskoboinik annoverava non più di 200 uomini. Assistettero i tedeschi nelle operazioni di polizia della zona, commettendo numerose efferatezze contro la popolazione civile fedele alle autorità sovietiche o ai partigiani sovietici. Nel gennaio 1942 la milizia personale aumentò fino a 400-500 elementi.
Nel corso di un attacco partigiano, guidato da Aleksandr Saburov l'8 gennaio 1942, Voskoboinik fu ferito mortalmente. Alla sua morte, Kaminskij, assunto il comando, ampliò ulteriormente la milizia.
In collaborazione con le forze tedesche vennero intraprese operazioni di rastrellamento in funzione anti-partigiana e già prima della primavera del 1942 il personale armato locale era aumentato a 1.400 unità. Il numero dei partigiani sovietici in questo settore era stato stimato a 20.000 uomini, operanti in quasi tutta la retrovia del Gruppo d'Armata Centrale tedesco.
Nel marzo del 1942 un rappresentante di Kaminskij presso la Seconda Armata Panzer tedesca di Orël assicurò che l'unità Kaminskij era "pronto a combattere attivamente la guerriglia", così come a portare avanti una campagna di propaganda contro il "bolscevismo ebraico" ed i partigiani sovietici.
Poco dopo il comandante della 2ª Armata, il generale Rudolf Schmidt, nominò Kaminskij come responsabile - nelle retrovie tedesche - di 532 centri nella zona di Lokot'.
Il 19 luglio 1942, dopo il comandante del Gruppo d'Armata, anche il feldmaresciallo Günther von Kluge riconobbe ufficialmente l'amministrazione di Lokot', avallando un certo grado di autonomia e di autogoverno sotto la supervisione del maggiore von Veltheim e del colonnello Rübsam. Kaminskij venne dunque nominato Oberburgmeister della "Amministrazione Autonoma di Lokot" (comprendente otto regioni), così come brigadiere della milizia locale.
Dal giugno 1942 la milizia di Kaminskij prese parte alla più importante azione di repressione anti-partigiana, denominata in codice "operazione Vogelsang", come parte della task force del generale Werner Freiherr von und zu Gilsa, la Gilsa II. I tedeschi non avrebbero interferito negli affari dell'Autonomia Lokot" finché i loro mezzi di trasporto fossero stati mantenuti al sicuro e la Repubblica avesse consegnato le quote alimentari necessarie per la Wehrmacht. Le fattorie collettive furono abolite e un ampio grado di libertà d'impresa venne consentito. Kaminskij istituì il proprio tribunale autonomo, carceri e giornali.
I proclami di Kaminskij furono pubblicati nei quotidiani della regione, sottolineando che gli obiettivi della Germania nazista e della Russia "sono gli stessi". Le scuole (chiuse con l'invasione tedesca) furono riaperte e una stazione radio con gruppi di teatro venne installata a Lokot', Dmitrovsk e Sevsk. Nell'ottobre del 1942 Kaminskij rinominò il borgo di Lokot' in "Città di Voskoboinik". La stessa procedura venne applicata a strade in altri comuni dell'Autonomia.
Nell'autunno del 1942 Kaminskij ordinò la coscrizione obbligatoria nella milizia di tutti gli uomini validi. Le sue unità erano state rinforzate con i "volontari", ex prigionieri di guerra sovietici. A questo punto, Kaminskij ordinò la requisizione dei carri armati sovietici e delle auto blindate abbandonate nel 1941 a causa della mancanza di carburante o per guasti meccanici. Dal novembre 1942 la sua unità fu in possesso di almeno due carri armati BT-7 e di un sistema di artiglieria da 76 millimetri. A causa della mancanza di uniformi e stivali (alcune unità erano a piedi nudi), i tedeschi fornirono alla brigata Kaminskij uniformi usate, appena sufficienti per 4 battaglioni.
Alla fine del 1942 la milizia dell'Autonomia di Lokot si era ampliata alle dimensioni di una brigata di 14 battaglioni, con quasi 8.000 uomini sotto le armi. Dal 19 novembre 1942 fino al dicembre 1942 Lokot venne ispezionata secondo gli ordini di Alfred Rosenberg. Al gennaio 1943 la brigata contava su 9.828 persone; l'unità della brigata blindata deteneva un carro armato pesante KV-2, due T-34, 3 BT-7 e 2 BT-5 e tre auto blindate (BA-10, 2 BA-20). Nella primavera del 1943 la struttura della brigata venne riorganizzata: 5 reggimenti suddivisi in 3 battaglioni ciascuno, battaglione anti-aereo (3 cannoni AAA e 4 mitragliatrici pesanti), unità corazzate. Venne istituito un distinto battaglione di "guardia"; la forza complessiva della brigata è stata stimata fino a 12 000 unità.
Prima della battaglia di Kursk, "Unternehmen Zitadelle" (operazione "Cittadella"), la massiccia offensiva tedesca per distruggere il saliente di Kursk, nel maggio-giugno 1943 la brigata prese parte all'operazione Zigeunerbaron ("barone zingaro") insieme ad altre unità tedesche. A questa operazione ne seguirono altre simili - Freischütz e Tannenhauser - in cui la brigata, insieme con altre unità sotto il comando tedesco, fu coinvolta in azioni contro i partigiani, prendendo parte ad operazioni di rappresaglia contro la popolazione civile.
Nell'estate del 1943 la brigata cominciò a soffrire diserzioni importanti, dovute in parte alle recenti vittorie sovietiche e in parte agli sforzi dei partigiani di "recuperare" il maggior numero possibile di truppe di Kaminskij. In questi sforzi si susseguirono diversi tentativi di attentato alla vita di Kaminskij, cui seguirono l'esecuzione dei congiurati. Ufficiali tedeschi, passanti per Lokot', riferirono di aver visto corpi appesi al patibolo fuori della sede di Kaminskij. Temendo ripercussioni, con difficoltà di comando, nuovo personale di collegamento tedesco venne assegnato al quartier generale di Kaminskij, con l'obiettivo di ristrutturare la brigata, rendendole stabilità e nuovo spirito unitario.
Dopo il fallito attacco tedesco dell'operazione "Cittadella" e le controffensive sovietiche, la brigata, insieme ai familiari dei componenti, seguì i tedeschi in ritirata. Il 29 luglio 1943 Kaminskij emise l'ordine di evacuazione dei beni e delle famiglie dei membri dell'unità combattenti del RONA e delle autorità di Lokot. Circa 30 000 persone (10-11 000 di esse erano membri della brigata) si trasferirono nell'area di Lepel' nel Vicebsk, in Bielorussia, verso la fine dell'agosto 1943. Secondo una stima, elaborata dai sovietici nel dopoguerra, circa 10.000 civili sono stati uccisi durante l'esistenza della Repubblica di Lokot.

## Repubblica di Lepel'
Alla fine dell'agosto 1943, Kaminskij cerco di costituire una nuova "Repubblica di Lepel'", nella zona di Lepel', incontrando l'opposizione della popolazione locale. La zona fu teatro di operazioni partigiane, impegnando la brigata in pesanti combattimenti per il resto dell'anno.
Durante le fasi di ritirata, le diserzioni dalla brigata aumentano notevolmente e l'intera formazione sembrò vicina alla dissoluzione. Quando il comandante del secondo reggimento, il maggiore Tarasov, decide di unirsi ai partigiani con tutto il suo reggimento (accertata l'offerta di amnistia per sé ed il suo intero reggimento se si fossero uniti ai partigiani), Kaminskij piombò al suo quartier generale e, secondo un testimone, strangolò lui e altre 8 persone di fronte ai propri uomini.
All'inizio dell'ottobre 1943 la brigata aveva perso i due terzi del personale effettivo. Il 27 gennaio 1944, Himmler premiò i "successi" di Kaminskij, decorandolo con la Croce di Ferro di seconda classe e, nello stesso giorno, la Croce di Ferro di prima classe. Il 15 febbraio 1944 Kaminskij emise l'ordine di riposizionarsi ad ovest nell'area di Djatlovo, in Bielorussia. I piani per una nuova "repubblica autonoma di Lepel'" fallirono.

## Dopoguerra
Alla fine della seconda guerra mondiale in Europa, i membri delle ex RONA e il personale amministrativo di Lokot' vennero rimpatriati dagli alleati occidentali in Unione Sovietica, secondo gli accordi segreti di Jalta. Molti di loro furono deportati nei gulag. Alla fine del 1946 il tribunale militare dell'URSS condannò Jurij Frolov, Stepan Mosin e molti altri a morte. Negli anni cinquanta e sessanta altri numerosi ex funzionari dell'Autonomia vennero fermati dal KGB ed alcuni di loro condannati a morte, in particolare il boia dell'Autonomia di Lokot', Antonina Makarova, meglio nota come Tonka il mitragliere.

## Esercito
L'espressione militare dell'autonomia di Lokot era la SS Sturmbrigade RONA (detta anche "Brigata Kaminskij"), i cui resti furono poi inglobati nell'Esercito russo di liberazione (ROA) del generale Andrej Andreevič Vlasov. Nel 1942, 223 ebrei vennero uccisi in un pogrom a Suzemka e 39 a Navlja. Dopo la riconquista ad opera dell'Armata Rossa nel 1943, oltre 30.000 membri dell'Esercito russo di liberazione lasciarono le loro case al seguito dei tedeschi.